# Sternenhain
Die Bezeichnung Sternenhain steht für kleinräumige astronomische Beobachtungsplätze fürs freie Auge, die manche Astrovereine wegen ihres besonders dunklen Himmels für Gruppenbeobachtungen verwenden. Auch in einigen naturwissenschaftlich tätigen Stiften ist bzw. war der Name in Gebrauch.
Der Begriff wurde von Oswald Thomas (1882–1963) geprägt, dem bedeutendsten Förderer der Amateurastronomie in Österreich. Aufgrund des starken Besuchs seiner Sternwanderungen plante er in den 1940er-Jahren im Naturschutzgebiet Laaerberg am südlichen Stadtrand von Wien eine dauerhafte Beobachtungsstätte für den von ihm gegründeten Astronomischen Verein Wien (heute Österreichischer Astronomischer Verein) und seine Sternführungen. Wegen rechtlicher Probleme musste das Projekt aufgeschoben werden und konnte erst 1997 als Sterngarten Georgenberg im Osten des Naturschutzgebietes Maurer Wald verwirklicht werden. Durch den nahen Wienerwald sind die Beobachtungsbedingungen hier die besten des gesamten Wiener Stadtgebietes.
Bei größeren, auch rechtlich als schützenswert abgesicherten Gebieten spricht man von Sternenparks oder Lichtschutzgebieten.

## Trivia
Der Begriff findet sich auch in Veröffentlichungen von Künstlern verschiedener Richtungen wie bei dem Roman von Sternenhain (Der Unlichtwald-Pakt 2) von Arya J. David, der CD Durch's Schlüsselloch In Des Mondgärtners Sternenhain.